# Révolte du Hauran de 1910
La révolte des Druzes du Hauran en 1910 fut un violent soulèvement des Druzes contre les autorités ottomanes de la province syrienne, qui éclata en 1909. La rébellion fut menée par la famille El-Atrache, dans le but d'obtenir l'indépendance. Mais elle se termina par une forte baisse démographique de la communauté druze, un dépeuplement du Hauran et l'exécution de plusieurs dirigeants druzes.

## Origines
Le Hauran est un plateau volcanique, situé au sud-ouest de la Syrie et s'étendant dans le coin nord-ouest de l'actuelle Jordanie. Il est délimité à l'ouest par la Vallée du Jourdain : il comprend les hauteurs du Golan, à l'ouest, et le Djebel el-Druze à l'est. Plus à l'est s'étendent les steppes et terrains plus arides du désert de Syrie.
Avec la conquête du sultanat mamelouk par le sultan ottoman Sélim Ier en 1516, les Druzes Maan (en) maintiennent une semi-indépendance dans le sud du Mont-Liban. Les villages druzes prospèrent sous le règne du clan Maan et la région est parfois désignée comme Jabal Bayt-Ma'an (la montagne de la famille Maan) ou Djebel el-Druze. À partir du XIXe siècle, ce dernier nom est transféré au Hauran qui devient un refuge pour les Druzes chassés du Mont-Liban. Les Druzes de la famille des El-Atrache gouvernent la région de Soueïda depuis 1879. Le Hauran dépend alors du vilayet de Syrie (Damas). La construction du chemin de fer du Hauran, ouvert en 1895, bouleverse l'économie régionale et renforce l'emprise du pouvoir central. À la suite de la révolution des Jeunes-Turcs de 1908 et de l'élection du parlement ottoman, la perception des impôts et la conscription dans l'armée ottomane sont appliquées de façon plus stricte, entraînant des tensions et des révoltes, notamment parmi les Druzes du Hauran.

## La rébellion

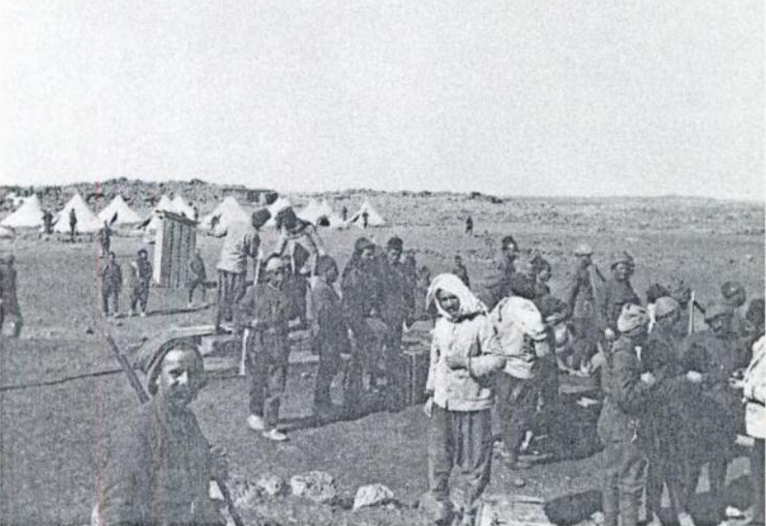
Sami Pacha al-Faruqi et les troupes Druzes de la rébellion près de la gare de Daraa.

La rébellion dans le Hauran éclate en mai 1909, à l'issue d'un litige commercial entre le chef druze Yahia et les El-Atrache dans le village de Bousra al-Harir. Ce litige dégénéra en un affrontement armé entre les Druzes et les Ottomans alliés aux villageois locaux. Après une année de tentative de trêve, la stabilité n'était toujours pas atteinte, obligeant les Ottomans à intervenir.
Le général ottoman Sami Pacha al-Farouqi arrive à Damas en août 1910, à la tête d'une force expéditionnaire de 35 bataillons. Bien que les Druzes soient conscients de leur infériorité face à une telle force, plusieurs affrontements s'ensuivent. Zuqan el-Atrache livre une bataille acharnée contre les Ottomans près d'Al-Kafr. Après des combats dans deux villages, la résistance druze s'effondre.
Sami Pacha, en alliant la force et la ruse, réussit à occuper l'ensemble de la région du Djebel el-Druze. La rébellion se termine avec de très nombreuses victimes parmi les habitants druzes, atteignant  près de 10 % de la population. Le nombre de tués est d'environ 2 000, avec autant de blessés et des centaines de prisonniers, détenus à Damas et Acre. Il s'ensuit un important dépeuplement de zones entières à l'intérieur de la région. Zuqan, leader de la révolte, est capturé et exécuté en 1911 (certaines sources évoquent plutôt 1910).

## Les conséquences
À la suite de l'échec de la révolte druze, al-Farouqi lance une campagne visant à désarmer les Druzes. Environ 10 000 fusils sont ainsi récupérés. Al-Farouqi effectue un recensement du Hauran, commandant pour ce faire 200 000 cartes à Istanbul. Les impôts sont perçus. En outre, un millier de Druzes sont enrôlés de force dans l'armée ottomane et dispersés dans tout l'empire. La campagne druze de 1910 devient le point de départ de l'annulation de la "politique d'exception" en vigueur dans la Syrie ottomane, étendue ensuite à la région de Jabal Ajloun, ainsi que lors de la révolte de Karak en Transjordanie.
Au cours de la Première Guerre Mondiale, les Ottomans laissent le Djebel el-Druze en paix car ils craignent une rébellion. Sultan el-Atrache, fils de Zuqan el-Atrache, entre alors en contact avec l'ensemble des mouvements nationalistes arabes et en particulier avec la révolte hachémite dans le Hedjaz. Quand les Arabes atteignent Aqaba, il envoie un millier d'hommes se joindre à la révolte. Il les rejoint lui-même avec 300 hommes supplémentaires lorsqu'ils atteignent Bosra. Ses forces participent à la prise de Damas par les forces britanniques et hachémites et sont parmi les premières à entrer dans Damas et à faire flotter le drapeau arabe sur le parlement le 29 septembre 1918. Sultan el-Atrache entretient de bonnes relations avec l'émir hachémite Fayçal, chef de file des forces arabes en révolte. Le chef druze reçoit le titre d'émir et le grade de général dans l'armée syrienne, l'équivalent du titre de Pacha.
En 1920, la famille El-Atrache soutient l'éphémère royaume arabe de Syrie, rapidement occupé par la France après la bataille de Khan Mayssaloun le 24 juillet 1920. Sultan el-Atrache essaie de rassembler ses troupes pour lutter contre les Français mais l’enchaînement rapide des événements l'empêche de mener à bien ses projets. Les troupes françaises entrent dans Damas et divisent le pays en 5 États, l'État des Druzes (Jabal al-Druze) étant l'un d'eux. Sultan el-Atrache deviendra plus tard le chef des rebelles pendant la révolte druze contre le mandat français en Syrie et au Liban entre 1925 et 1927, et reste une figure importante dans la vie politique syrienne malgré la défaite de l'insurrection.